# Johanna Talihärm
Johanna Talihärm (* 27. Juni 1993 in Tallinn) ist eine estnische Biathletin.

## Karriere
Johanna Talihärm startet für den Nõmme Spordiklubi. Sie gab ihr internationales Debüt bei den Biathlon-Juniorenweltmeisterschaften 2010 in Torsby. Dort wurde sie 68. des Einzels, 55. des Sprints, 54. der Verfolgung und mit Karima Haldama und Grete Gaim als Schlussläuferin der Staffel Zehnte. Es folgten Einsätze bei den Juniorenrennen der Biathlon-Europameisterschaften 2010 im heimischen Otepää. Talihärm erreichte die Ränge 30 im Einzel, 38 im Sprint sowie 41 in der Verfolgung. Bei den Juniorenweltmeisterschaften ein Jahr später in Nové Město na Moravě wurde sie 30. des Einzels, 31. des Sprints, 22. der Verfolgung und verpasste mit der Staffel gemeinsam mit Grete Gaim und Darja Jurlova als Viertplatzierte knapp eine Medaille. 2012 startete sie zunächst bei den Juniorenrennen der Europameisterschaften in Osrblie, wo Talihärm 20. des Einzels, 24. des Sprints, 22. der Verfolgung und mit der Mixed-Staffel Elfte wurde. Kurz darauf startete sie bei den Juniorenweltmeisterschaften in Kontiolahti und wurde dort 23. des Einzels, 21. des Sprints, 24. der Verfolgung und Staffel-Elfte. 2013 wurde sie in Obertilliach bei den Juniorenweltmeisterschaften 17. des Sprint. In weiteren Rennen, so auch im Verfolgungsrennen für das sie sich qualifiziert hatte, trat sie nicht an.
Bei den Frauen debütierte Talihärm 2010 in Martell im IBU-Cup und wurde 61. 2012 gewann sie als 39. in Idre bei einem Sprint erste Punkte in der zweithöchsten Serie. In Oberhof konnte sie schon Saison zuvor an der Seite von Grete Gaim, Kristel Viigipuu und Darja Jurlova in einem Staffelrennen im Biathlon-Weltcup debütieren und 14. werden. Seit der Saison 2012/13 startet Talihärm regelmäßig im Weltcup. Ihr erstes Einzelrennen bestritt sie mit einem Sprint zum Auftakt der Saison in Östersund und wurde 92. Schon bei ihrem nächsten Einsatz, einem Sprint in Hochfilzen, verpasste sie als 66. nur noch knapp die Verfolgung. In Oberhof konnte sie als 51. ihr bislang bestes Einzelergebnis in einem Sprint erreichen und qualifizierte sich auch erstmals für das Verfolgungsrennen, bei dem sie 52. wurde. Die guten Leistungen bescherten ihr die Qualifikation für die Biathlon-Weltmeisterschaften 2013 in Nové Město na Moravě. In Tschechien wurde die Estin 99. des Einzels und 85. der Verfolgung. Mit Kadri Lehtla, Kristel Viigipuu und Grete Gaim wurde sie in der überrundeten estnischen Staffel zudem 20. Bei den Biathlon-Weltmeisterschaften 2015 in Kontiolahti konnte sie als 39. eines Sprints erstmals Punkte holen. Damit qualifizierte sie sich ebenfalls für die Verfolgung, wo sie als 44. die Punkteränge nur knapp verpasste. Ihr bestes Ergebnis konnte sie zu Beginn des Biathlon-Weltcup 2015/16 feiern, wo sie im ersten Rennen des Jahres, einem Einzel in Östersund, 31. wurde.
Auch 2024 fanden die Weltmeisterschaften in Nové Město statt. Dabei partizipierte sie im Sprint, allerdings konnte sie sich durch den 63. Platz knapp nicht für das Verfolgungsrennen qualifizieren. Deutlich besser lief es für sie in der Staffel, in der sie auf der Schlussläuferposition die Bronzemedaille nur knapp verpasste. Ihre Vorläuferinnen Regina Ermits, Tuuli Tomingas und Susan Külm hatten die Staffel auf die 3. Position gebracht, die Talihärm schlussendlich um nur knapp 20 Sekunden verfehlte.

## Privates
Johanna Talihärm ist das älteste von drei Kindern. Ihre Schwester Grete und ihr Bruder Johan sind auch Biathleten.

## Statistiken

### Weltcupplatzierungen
Die Tabelle zeigt alle Platzierungen (je nach Austragungsjahr einschließlich Olympische Spiele und Weltmeisterschaften).
- 1.–3. Platz: Anzahl der Podiumsplatzierungen
- Top 10: Anzahl der Platzierungen unter den ersten zehn (einschließlich Podium)
- Punkteränge: Anzahl der Platzierungen innerhalb der Punkteränge (einschließlich Podium und Top 10)
- Starts: Anzahl gelaufener Rennen in der jeweiligen Disziplin
- Staffel: inklusive Mixed- und Single-Mixed-Staffeln

| Platzierung              | Einzel | Sprint | Verfolgung | Massenstart | Staffel | Gesamt |
| ------------------------ | ------ | ------ | ---------- | ----------- | ------- | ------ |
| 1. Platz                 |        |        |            |             |         |        |
| 2. Platz                 |        |        |            |             |         |        |
| 3. Platz                 |        |        |            |             |         |        |
| Top 10                   |        |        |            |             | 4       | 4      |
| Punkteränge              | 5      | 10     | 7          |             | 47      | 69     |
| Starts                   | 18     | 61     | 22         |             | 48      | 149    |
| Stand: 31. Dezember 2021 |        |        |            |             |         |        |

### Olympische Winterspiele
Ergebnisse bei Olympischen Winterspielen:
|                                             | Einzelwettbewerbe | Einzelwettbewerbe | Einzelwettbewerbe | Einzelwettbewerbe | Staffelwettbewerbe | Staffelwettbewerbe |
| Sprint                                      | Verfolgung        | Einzel            | Massenstart       | Damenstaffel      | Mixedstaffel       |                    |
| ------------------------------------------- | ----------------- | ----------------- | ----------------- | ----------------- | ------------------ | ------------------ |
| Olympische Winterspiele 2014 \| Sotschi     | 48.               | 55.               | 73.               | –                 | 16.                | –                  |
| Olympische Winterspiele 2018 \| Pyeongchang | 22.               | 26.               | 50.               | –                 | –                  | –                  |
| Olympische Winterspiele 2022 \| Peking      | 43.               | DNS               | 66.               | –                 | 15.                | –                  |